# 前206年
| 千纪： | 前1千纪 |
| 世纪： | 前4世纪 \| 前3世纪 \| 前2世纪                                                                                         |
| 年代： | 前230年代 \| 前220年代 \| 前210年代 \| 前200年代 \| 前190年代 \| 前180年代 \| 前170年代                               |
| 年份： | 前211年 \| 前210年 \| 前209年 \| 前208年 \| 前207年 \| 前206年 \| 前205年 \| 前204年 \| 前203年 \| 前202年 \| 前201年 |
| 纪年： | 汉王元年 |

## 大事记

### 中國
- 項羽殺子嬰，秦朝灭亡。
- 正月，項羽尊楚懷王為義帝。
- 項羽自立為西楚霸王，分封天下，封刘邦為汉王、韓成為韓王。
- 陳餘使門客說服齊王田榮發兵，加三縣之兵襲擊常山王張耳。
- 五月，劉邦用赵衍的計策繞道，趁項羽北攻田榮時暗度陳倉。
- 六月，田榮追斬齊王田市，自立為齊王。
- 七月，項羽因張良跟隨劉邦，而把韓成斬首，改立大夫鄭昌為韓王。
- 八月，漢王劉邦出兵攻擊雍王章邯。
- 八月，燕王韓廣不願徙王遼東，項羽所封之燕王臧荼擊殺韓廣，並王遼東。
- 項羽指使九江王英布等人殺義帝。
- 項羽佈置鴻門宴

### 歐洲
- 馬其頓國王腓力五世攻陷埃托利亞同盟政治、宗教中心色麻姆（Thermum），埃托利亞同盟被迫背離盟友羅馬共和國單獨與馬其頓王國求和。

### 西亞
- 塞琉古王國安條克三世承諾把女兒嫁給希臘-巴克特里亞王國歐西德莫斯一世的兒子德米特裡一世，希臘-巴克特里亞王國成為塞琉古王國的屬國。

## 逝世
- 子嬰，秦王。
- 韓成，楚漢相爭時期第一任韓王。
- 熊心，楚義帝。
- 任囂，秦朝將領，中原戰亂時期在嶺南一帶割據。